# دیپیکا کوماری
دیپیکا کوماری (انگلیسی: Deepika Kumari؛ زادهٔ ۱۳ ژوئن ۱۹۹۴) کماندار اهل هند است.